# Karl Flach (Ingenieur)
Karl Flach (* 15. August 1821 in Villmar als Johann Anton Flach; † 3. Mai 1866 in der Bucht von Valparaíso) war ein deutschstämmiger Mechaniker und Ingenieur.

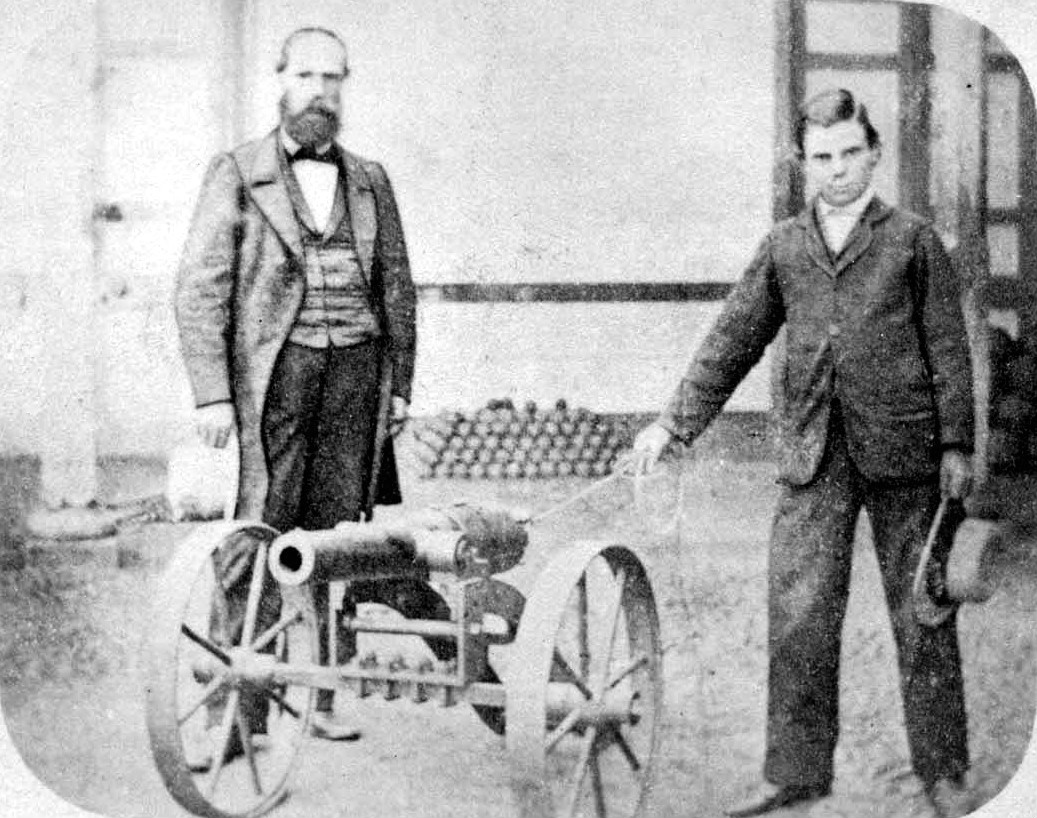
Karl Flach mit seinem Sohn Enrique

## Leben
Er wurde als Sohn des Uhrmachers Heinrich Flach und dessen Ehefrau Margaretha, geb. Otto, in Hessen geboren und erlernte das Mechanikerhandwerk. Im Zuge der Berufsausbildung bzw. Berufsausübung kam Flach nach Hamburg, wo er 1851 Johanna Luise Henriette Müller heiratete.
Mit Frau und Sohn Heinrich (Enrique) reist Flach mit dem Segelschiff Australia am 3. April 1852 von Hamburg nach Chile, wo er sich Karl August Flach nennt. Im Auftrag der chilenischen Regierung konstruierte und baute er das erste chilenische U-Boot, das zugleich das zweite U-Boot in Südamerika und das weltweit fünfte U-Boot war, das eine erfolgreiche Tauchfahrt absolvierte.
1865/1866 konstruierte und baute Karl Flach die Flach als mit Muskelkraft und Pedalen betriebenes U-Boot. Es war mit zwei Kanonen bestückt und verfügte über ein Sichtfenster. Das Boot war 12,5 m lang und 2,5 m breit, und wog ca. 100 Tonnen bei einer Wasserverdrängung von 50 Tonnen. Die Besatzung bestand aus Karl Flach, den beiden Chilenen Adolfo Pulgar und Franzisco Rodriquez, zwei Franzosen und fünf deutschen Mitarbeitern: Valentin Baum, Gustavo Maas, Augusto Wermuth, German Schmidt und Luis Grinewinkel. Das U-Boot war in Auftrag gegeben worden, da die chilenische Regierung unter José Joaquín Pérez den Spaniern im Spanisch-Südamerikanischen Krieg etwas entgegensetzen wollte, nachdem diese Valparaiso belagerten. Das U-Boot – mit Karl Flach als Kapitän – führte mehrere erfolgreiche Versuchs- und Tauchfahrten durch. Am 3. Mai 1866 lief das Boot zu einer weiteren – unangemeldeten – Tauchfahrt aus. Dabei muss es zu Problemen gekommen sein. Das Unterseeboot Flach versank mit seiner elfköpfigen Mannschaft, zu der auch Flach und sein Sohn Enrique gehörten, in der Bucht von Valparaíso. Rettungsversuche blieben ohne Erfolg. 2007 wurde das Wrack des U-Bootes angeblich lokalisiert.